# Ben F. Jensen

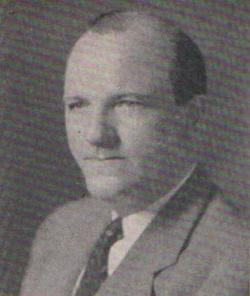
Ben F. Jensen, 1959

Benton Franklin „Ben“ Jensen (* 16. Dezember 1892 in Marion, Linn County, Iowa; † 5. Februar 1970 in Washington, D.C.) war ein US-amerikanischer Politiker. Zwischen 1939 und 1965 vertrat er den  Bundesstaat Iowa im US-Repräsentantenhaus.

## Werdegang
Ben Jensen war das zehnte von 13 Kindern einer dänischen Einwandererfamilie.  Er besuchte die öffentlichen Schulen seiner Heimat. Danach war er für eine Holzverarbeitungsfirma als Arbeiter und in der Buchhaltung tätig. Im Jahr 1918 war er während des Ersten Weltkrieges Leutnant der US-Armee. Von 1919 bis 1938 fungierte Jensen als Manager einer Firma in der Holzbranche.
Politisch war Jensen Mitglied der Republikanischen Partei. 1938 wurde er im siebten Wahlbezirk von Iowa in das US-Repräsentantenhaus in Washington gewählt, wo er am 3. Januar 1939 die Nachfolge von Otha Wearin von der Demokratischen Partei antrat. Nach zwölf Wiederwahlen konnte er bis zum 3. Januar 1965 13 zusammenhängende Legislaturperioden im Kongress absolvieren. In dieser Zeit überlebte er im Jahr 1954 ein Schussattentat. Seine Zeit im Kongress war zunächst noch von den New-Deal-Gesetzen der Bundesregierung geprägt. Danach kamen der Zweite Weltkrieg, der Koreakrieg, der Kalte Krieg und der Vietnamkrieg. Während Jensens Zeit im Kongress wurden auch der 22., der 23. und der 24. Verfassungszusatz im Kongress beraten und verabschiedet.
Bei den Wahlen des Jahres 1964 unterlag Jensen dem Demokraten John R. Hansen. Dieser Wahlausgang war damals Teil des Bundestrends zu Gunsten der Demokraten. Nach dem Ende seiner Zeit im Kongress ließ er sich in Exira (Iowa) nieder. Er starb im Februar 1970 in der Bundeshauptstadt Washington und wurde in Exira beigesetzt.